# Franz Schemmer
Franz Schemmer (* 18. April 1960 in Köln) ist ein deutscher Jurist. Seit dem 3. Juni 2015 ist er Richter am Bundesverwaltungsgericht.

## Leben
Im Februar 1993 begann Schemmer nach Abschluss seiner juristischen Ausbildung seine Tätigkeit als Richter am Verwaltungsgericht Köln. An der Universität zu Köln erfolgte im Juni 1994 die Promotion zum Doktor der Rechte. Im Februar 1996 wurde er zum Richter am Verwaltungsgericht ernannt. Es folgte im April 2002 eine Abordnung für drei Jahre als wissenschaftlicher Mitarbeiter an das Bundesverfassungsgericht. Im Oktober 2006 erfolgte seine Ernennung zum Richter am Oberverwaltungsgericht und anschließend seine Versetzung an das Oberverwaltungsgericht für das Land Nordrhein-Westfalen. Im September 2012 wurde er zum Vorsitzenden Richter am Oberverwaltungsgericht ernannt. Schemmer gehört dem für das Umweltschutzrecht und das Informationsfreiheitsrecht zuständigen 10. Revisionssenat des Bundesverwaltungsgerichts an.

## Veröffentlichungen (Auswahl)
- Der ordre public-Vorbehalt unter der Geltung des Grundgesetzes (Lang, Frankfurt am Main 1995) (Dissertation)
- Franz Schemmer: Mitautor in: Epping/Hillgruber (Hrsg.): Grundgesetz – Kommentar, München, 2009, 3. Auflage 2020, Art. 5 Abs. 1, 2 GG.
- Darf Satire wirklich alles – Zum Beschluß des Ersten Senats des BVerfG v. 25.3.1992 – 1 BvR 514/90 (zusammen mit Christian Hillgruber). In: Juristenzeitung (JZ) 1992, Seite 946–951.
- Franz Schemmer: Das in-camera-Verfahren nach § 99 Abs. 2 VwGO. In: DVBl 2011, Seite 323–332.
- Franz Schemmer: Mitautor in: Bader/Ronellenfitsch (Hrsg.): Verwaltungsverfahrensgesetz, München, 2. Auflage 2016, §§ 42 bis 47 VwVfG.
- mit von Coelln: Hochschulrecht Nordrhein-Westfalen – Kommentar, München, 2020.